# Red Hill Patrick Henry National Memorial
Das Red Hill Patrick Henry National Memorial in Charlotte County (Virginia) ist ein National Memorial („Nationale Gedenkstätte“) in den Vereinigten Staaten.
Der Landschaftspark und die erhaltenen Gebäude erinnern an Patrick Henry, der ein prominenter Vertreter der Amerikanischen Unabhängigkeitsbewegung war. Patrick Henry starb 1799 mit 63 Jahren auf der Red Hill Plantation. Die Errichtung des Patrick Henry National Monument wurde am 15. August 1935 vom Kongress beschlossen, aber bis 1944 nicht umgesetzt. In der Folge übernahm die Patrick Henry Memorial Foundation das Gelände und kümmerte sich um die Gedenkstätte. Am 13. Mai 1986 wurde sie als National Memorial anerkannt.